# Reial Federació Espanyola d'Automobilisme
La Reial Federació Espanyola d'Automobilisme (en castellà: Real Federación Española de Automovilismo, RFEDA) és la màxima autoritat esportiva de l'automobilisme de competició a Espanya. Aquesta entitat, que compta amb més de 20.000 federats, promou l'organització dels campionats, copes, trofeus i challenges a Espanya, tot vetllant per l'aplicació de la normativa i pel bon desenvolupament de les proves. Amb un avançat nivell de gestió empresarial, aquesta entitat gaudeix de reconegut prestigi en la Federació Internacional d'Automobilisme (FIA) i del Consell Mundial, organismes dels quals la Reial Federació Espanyola d'Automobilisme és membre.